# Jørlunde Kirke
Jørlunde Kirke er en middelalderkirke, der menes at være bygget af Skjalm Hvide. I middelalderen var kirken herredskirke for Jørlunde Herred. Kirken er beliggende i landsbyen Jørlunde.
Jørlunde Kirke overtog den 1. august 2009 byens tidligere forsamlingshus, som nu kaldes Jørlunde Sognehus.

## Kalkmalerier
Kirken er udsmykket med kalkmalerier fra midten af 1100-tallet af en malergruppe kaldet "Jørlundeværkstedet".

## Orglet
Kirkens orgel, der har de længste orgelpiber i nogen dansk landsbykirke,, blev indviet den 25. oktober 2009. Orglet er bygget af orgelbyggeriet Th. Frobenius & Sønner og tegnet af arkitekerne Inger og Johannes Exner. Dispositionen og den klanglige opbygning er skabt af komponisten Frederik Magle. Orglet har 19 stemmer, 24 registre og 1360 piber. Cd'en Like a Flame med Frederik Magle blev indspillet på orglet.
Orglets disposition
| Manual I, Hovedværk C–g3 |      |
| Gedakt                   | 16′  |
| Principal                | 8′   |
| Traversfløjte            | 8′   |
| Tectus                   | 8′   |
| Oktav                    | 4′   |
| Fløjte                   | 4′   |
| Oktav                    | 2′   |
| Mixtur IV                | 1/3′ |
| Trompet                  | 8′   |

| Manual II, Svelleværk C–g3 |      |
| Rørfløjte                  | 8′   |
| Fugara                     | 8′   |
| Vox Angelica               | 8′   |
| Gemshorn                   | 4′   |
| Schweizerfløjte            | 2′   |
| Nasat                      | 1/3′ |
| Aetheria-Cornet IV         | 4′   |
| Obo                        | 8′   |
| Tremulant                  |      |

| Pedalværk C–f1                |     |
| Subbas                        | 16′ |
| Principal (Tr. fra Hovedværk) | 8′  |
| Bordun (C-f: Tr. fra Subbas)  | 8′  |
| Oktav (Tr. fra Hovedværk)     | 4′  |
| Fløjte (Tr. fra Hovedværk)    | 4′  |
| Basun                         | 16′ |
| Trompet (C-f: Tr. fra Basun)  | 8′  |

Tr. = Transmission

## Eksterne kilder og henvisninger
- Byggeår for kirker Arkiveret 14. august 2009 hos  Wayback Machine
- Jørlunde Kirke Arkiveret 14. september 2011 hos  Wayback Machine hos nordenskirker.dk
- Jørlunde Kirke hos denstoredanske.dk
- Jørlunde Kirke hos danmarkskirker.natmus.dk (Danmarks Kirker, Nationalmuseet)
- Jørlunde Kirke hos KortTilKirken.dk

- Wikimedia Commons har flere filer relateret til Jørlunde Kirke